# İlbank Gençlik ve Spor Kulübü
L'İlbank Gençlik ve Spor Kulübü è una società polisportiva turca, con sede ad Ankara: militante nel campionato turco di Sultanlar Ligi; principalmente nota per la sua squadra di pallavolo femminile, possiede anche una sezione di taekwondo ed una di lotta olimpica.

## Storia
L'İlbank Gençlik ve Spor Kulübü nasce nel 1995 col nome di İller Bankası Gençlik ve Spor Kulübü. Dai primi anni duemila il club gioca nella Voleybol 1. Ligi, ma senza ottenere grandi risultati. Nella stagione 2003-04 partecipa alla Coppa CEV, senza però riuscire a superare la prima fase a gironi. Nella stagione 2010-11 si classifica al quinto posto in campionato, qualificandosi per la Coppa CEV 2011-12, dove però viene eliminato ai sedicesimi di finale, venendo così retrocesso in Challenge Cup, dove giunge fino ai quarti di finale, dove viene eliminato dalle tedesche del Suhl.
Dal 2012 adotta la denominazione attuale. Durante la stagione 2012-13 partecipa alla Challenge Cup, dove giunge fino ai quarti di finale, prima di essere eliminato dalla Dinamo Krasnodar.

## Rosa 2022-2023
| N° | Nome           | Ruolo | Data di nascita  | Nazionalità sportiva |
| -- | -------------- | ----- | ---------------- | -------------------- |
| 1  | Sude Pehlivan  | O     | 8 gennaio 2002   | Turchia              |
| 2  | Selen Ursavaş  | L     | 15 aprile 2000   | Turchia              |
| 3  | Eylül Karadaş  | P     | 3 settembre 2001 | Turchia              |
| 4  | Fatma Erdoğan  | C     | 1º gennaio 2002  | Turchia              |
| 5  | Sinem Bayazıt  | L     | 14 gennaio 1999  | Turchia              |
| 6  | Aysun Aygör    | S     | 29 gennaio 2001  | Turchia              |
| 8  | Deniz Yazar    | C     | 10 aprile 2006   | Turchia              |
| 10 | Melda Güler    | S     | 11 novembre 2000 | Turchia              |
| 11 | Suna Erel      | P     | 1º ottobre 1991  | Turchia              |
| 12 | Aybüke Özdemir | C     | 15 giugno 1996   | Turchia              |
| 15 | Tuğçe Öcal     | S     | 28 maggio 2000   | Turchia              |
| 16 | Ecesu Soner    | C     | 25 maggio 2002   | Turchia              |
| 17 | Azra Uğraş     | S     | 24 maggio 2005   | Turchia              |
| 18 | Ayşin Yarayan  | S     | 1º febbraio 2006 | Turchia              |
| 19 | Ceren Yüzgenç  | O     | 11 giugno 2001   | Turchia              |

## Palmarès
- BVA Cup: 2

2012, 2014

## Denominazioni precedenti
- 1995-2012: İller Bankası Gençlik ve Spor Kulübü